# Дачне (селище)
Дачне (до 18 лютого 2016 — Горького) — селище Торецької міської громади Бахмутського району Донецької області, Україна. Відстань до Торецька становить близько 7 км і проходить автошляхом місцевого значення.

## Населення
За даними перепису 2001 року населення селища становило 70 осіб, із них 1,43 % зазначили рідною мову українську, 98,57 % — російську.